# Condado de Grant (Oregon)
O Condado de Grant é um dos 36 condados do Estado americano do Oregon. A sede do condado é Canyon City, e sua maior cidade é Canyon City. O condado possui uma área de 11 731 km² (dos quais 2 km² estão cobertos por água), uma população de 7 935 habitantes, e uma densidade populacional de 1 hab/km² (segundo o censo nacional de 2000). O condado foi fundado em 1864.